# Джон Лілі
Джон Лілі (1554—1606) — англійський драматург та романіст доби Відродження, який належав до групи письменників-енциклопедистів чи «університетських умів». Джон Лілі є одним із попередників Вільяма Шекспіра.

## Життя письменника
Джон Лілі народився в графстві Кент, закінчив королівську школу й отримав магістерський ступінь Оксфордського університету. За характером літературної діяльності, та своїм соціальним положенням належав до того кола малозабезпечених лондонських літераторів, яких за неабияку освіченість називали «університетськими умами». До них належать Джордж Піль, Томас Лодж, Роберт Грін, Томас Неш, Томас Кид і Крістофер Марлоу — талановиті публіцисти, поети, драматурги, прозаїки та письменники різних літературних інтересів і можливостей. Та лише один Лілі із цієї когорти письменників усе життя шукав прихильності англійського двору, проте покровительства від королеви Єлизавети йому так і не судилося отримати, відтак Лілі помер у бідності в домівці своєї дружини Беатріс Браун.
Літературне визнання Джон Лілі здобув романом «Евфуєс» (перша частина написана 1579 року, а друга — 1580). Хоча цей твір і не відзначається особливою оригінальністю сюжетної лінії (історія пригод двох молодих людей на ім'я Евфуєс, що з давньогрецької означає «вихований», і Філавта), проте містить багато свіжих на той час гуманістичних думок філософського, етичного та, насамперед, виховного характеру.

## Творчість
Роман справив величезне враження на сучасників не стільки своїм змістом, як незвичайним стилем. Лілі, виходячи з досвіду італійської літератури, створив новий тип англійської художньої прози, характерною особливістю якої стала перенасиченість мовними образами та риторичними прийомами. Письменник широко використовує цитати із творів античних авторів, щедро прикрашає мову твору метафорами і порівняннями, при цьому досить часто абсолютно несподіваними, що побудовані на взятому матеріалі з вчених трактатів, промов римських ораторів чи з гуманістичної літератури континентальних країн. Але при багатій словесній орнаментальності Лілі ретельно шліфує свою фразу, прагнучи досягти правильності та плавності саме її структури. Ця манера письма набула в Англії великого поширення та незабаром була названа «евфуїстичною», яка вплинула на мову англійської інтелігенції, а також досить швидко прижилась при аристократичному дворі, ба навіть Єлизавета вважалась найхимернішою «евфуїсткою» свого часу. Всі говорили, як Евфуєс, одягалися, як Евфуєс, намагалися жити, як Евфуєс. Тим самим набувши характеру манірності та деякої штучності, цей стиль через кілька років почав розглядатися як спосіб кепкування та пародіювання.
Головна ідея твору: висловлення протесту проти типово аристократичного виховання молоді та їхніх подорожей до «розбещеної» Італії задля отримання вищої освіти. За тогочасних реалій молодь в Італії «вправляється в невірі, звикає до безжурного життя і марнотратства». Принципи виховання, викладені в «Евфуєсі» (і, до речі, Лілі сформулював їх  задовго до Ешема Роджера в його «Шкільному вчителеві»), були сповна прийнятні для пуритан як глибоко антиаристократичні. А напади на буцімто розбещену італійську аристократію насправді були яскравою аналогією протесту проти розбещеності англійської знаті.
Також варті уваги такі п'єси письменника як «Олександр Великий та Кампаспа» (1584) та «Ендіміон» (1591), які були характерні для перехідного періоду англійської драми, що в свою чергу теж еволюціонувала від інтерлюдій Джона Хейвуда до драм Вільяма Шекспіра. Лілі перший ввів прозаїчний діалог замість віршованого та римованого, тим самим наблизивши саму драму до повсякденного життя. У його творчості яскраво вирізнялась тенденція надавання драмі внутрішньої єдності, шляхом узгодження усіх частин драматичного твору з розвитком єдиного центрального характеру. До того ж, самому Джону Лілі належить досвід введення в драму паралельної дії, у більшості випадків комічної, де другорядні герої змагаються в дотепності. Цей прийом надалі був розвинений у творчості Шекспіра.